# موش جنگلی دندان‌سفید
موش جنگلی دندان‌سفید (نام علمی: Neotoma leucodon) نام یک گونه از سرده موش کپه‌ساز است.